# Argynnis nigricans
Argynnis nigricans är en fjärilsart som beskrevs av Cosmovici 1892. Argynnis nigricans ingår i släktet Argynnis och familjen praktfjärilar. Inga underarter finns listade i Catalogue of Life.